# Ammonificazione
Prende il nome di ammonificazione il processo catabolico di scissione delle proteine in amminoacidi chiamato anche proteolisi.
Avviene attraverso due fasi:
- mineralizzazione (operata da azoto proteico, consiste nella trasformazione dell'acido α-chetoglutarico in acido glutammico ad opera dell'enzima transaminasi)
- deamminazione (operata da un enzima flavinico ridotto, il FAD, porta alla produzione di un complesso enzimatico chiamato glutammico deidrogenasi, cioè formazione di ammoniaca-NH3 ed enzima piridinico ossidato NADH+H+). Importante in questa fase è l'azione svolta dal FAD attraverso la amminoacido ossidasi. L'enzima si riduce producendo FADH2 e l'acido glutammico si trasforma in glutammina+NH3. Il processo può anche essere riassunto come:

AC.GLUTAMMICO+FAD+H2O → GLUTAMMINA+FADH2+NH3
Le forme ridotte dell'amminoacido ossidasi sono riossidate direttamente dall'ossigeno molecolare:
E-FADH2+O2 → E-FAD+H2O2
L'acqua ossigenata prodotta viene smaltita per intervento di altri due enzimi:
SubH2+H2O2 → Sub+2H2O2
Perossidasi
2H2O2 → 2H2O+O2
Catalisi
L'ossigeno si ossida e si riduce contemporaneamente.